# David Hearn (Kanute)
David Carter Hearn (* 17. April 1959 in Bethesda, Maryland) ist ein ehemaliger US-amerikanischer Kanute.
Seinen ersten internationalen Erfolg feierte Hearn bei den Kanuslalom-Weltmeisterschaften 1979 in Jonquière, wo er im Einer-Canadier die Silbermedaille gewann. Diesen Erfolg wiederholte er bei den Kanuslalom-Weltmeisterschaften 1981 in Bala und bei den Kanuslalom-Weltmeisterschaften 1983 in Meran. Zwei Jahre später konnte er bei den Weltmeisterschaften 1985 in Augsburg die Goldmedaille gewinnen. 1987 in Bourg-Saint-Maurice und 1989 in Savage River gewann er erneut Silber. Bei den Olympischen Sommerspielen 1992 in Barcelona erreichte er im Einer den 11. Platz. Bei den Kanuslalom-Weltmeisterschaften 1995 in Nottingham gewann er noch einmal Gold. Bei den Olympischen Sommerspielen 1996 in Atlanta erreichte der mittlerweile 37-jährige Hearn den neunten Platz. Seine internationale Karriere beendete er vier Jahre später bei den Olympischen Sommerspielen 2000 in Sydney, wo er trotz seiner 41 Jahre noch einmal den 12. Platz erreichte.
David Hearn ist der Bruder der Kanutin Cathy Hearn und somit auch Schwager von Lecky Haller.